# Pueblo (Nuevo México)
Pueblo es un lugar designado por el censo ubicado en el condado de San Miguel en el estado estadounidense de Nuevo México. En el Censo de 2010 tenía una población de 125 habitantes y una densidad poblacional de 26,42 personas por km².

## Geografía
Pueblo se encuentra ubicado en las coordenadas 35°19′38″N 105°26′7″O / 35.32722, -105.43528. Según la Oficina del Censo de los Estados Unidos, Pueblo tiene una superficie total de 4,73 km², de la cual 4,73 km² corresponden a tierra firme y (0%) 0 km² es agua.

## Demografía
Según el censo de 2010, había 125 personas residiendo en Pueblo. La densidad de población era de 26,42 hab./km². De los 125 habitantes, Pueblo estaba compuesto por el 57,6% blancos, el 0% eran afroamericanos, el 6,4% eran amerindios, el 0% eran asiáticos, el 0% eran isleños del Pacífico, el 32% eran de otras razas y el 4% pertenecían a dos o más razas. Del total de la población el 87,2% eran hispanos o latinos de cualquier raza.